# ديزي تورنر
ديزي تورنر (بالإنجليزية: Daisy Turner)‏ هي كاتِبة وشاعرة أمريكية، ولدت في 21 يونيو 1883، وتوفيت في 8 فبراير 1988.

## وصلات خارجية
- ديزي تورنر على موقع IMDb (الإنجليزية)